# Дугорепи сврачак
Дугорепи сврачак (лат. Lanius nubicus) је врста птице из породице сврачака, Laniidae. Гнезди се у југоисточној Европи и на источном крају Медитерана, са одвојеном популацијом у источном Ираку и западном Ирану. Миграторна је врста, зимује углавном у североисточној Африци. Иако је мигранторна птица на кратком домету, луталице су се појавиле у великој мери и на другим местима, укључујући северну и западну Европу. То је најмања птица свог рода Lanius, са дугим репом и кукастим кљуном. Мужјак има углавном црне горње делове тела, са белим на темену, челу и суперцилијуму и великим белим мрљама на раменима и крилима. Грло, бочне стране врата и доњи део тела су бели, са наранџастим боковима и грудима. Женка је блажа верзија мужјака, са смеђкастоцрним горњим делом тела и сивом или жућкастом нијансом на раменима и доњем делу тела. Младунац има сиво-смеђе горње делове тела са блеђим челом и пругама од главе до сапи, пругасте прљавобеле доње делове тела и смеђа крила осим белих примарних мрља. Оглашавање ове врсте је кратко и продорно, али песма има мелодичне компоненте сличне грмушама.
Омиљено станиште дугорепог сврачка је отворена шума са жбуњем и великим дрвећем. Мање је упадљив од својих сродника, избегава веома отворене просторе и често се налази на мање изложеним местима. Гнездо је уредна чашица коју на дрвету граде оба родитеља, а гнездо се обично састоји од 4-6 јаја, која женка инкубира 14-16 дана док се јаја не излегу. Птиће хране оба родитеља док не добију комплетно перје 18-20 дана касније, али остају зависни од одраслих јединки око 3-4 недеље након што напусте гнездо. Дугорепи сврачак једе углавном велике инсекте, повремено мале кичмењаке; понекад набија свој плен на трње или бодљикаву жицу. Популације се смањују у деловима европског ареала, али не довољно брзо да би изазвале озбиљне забринутости због очувања, те је Међународна унија за заштиту природе стога класификовала врсту као најмање угрожени таксон.

## Таксономија
Велики сврачци су врста витких, дугорепих врапчарки, а већина птица је из рода Lanius, типичних сврачака. То су птице кратког врата са заобљеним крилима и кукастим врхом кљуна. Већина се појављује на отвореним стаништима. Повезаност дугорепог сврачка са другим члановима рода је мање извесна; „смеђи“ сврачци ( смеђи сврачак, руси сврачак и пустињски сврачак) и тропске врсте попут сомалијски фискал сврачак су предложени као могући сродници. Дугорепи сврачак нема подврсте, па је ово монотипска врста.
Дугорепог сврачка је описао немачки истраживач и природњак Мартин Лихтенштајн 1823. године под његовим садашњим научним именом Lanius nubicus. Lanius је латински израз за месара, а потиче од навике сврачака да набијају плен на трн или бодљикаву жицу, што подсећа на месара који веша лешеве, а nubicus значи „Нубијац“ (из североисточне Африке). Птицу је независно описао и холандски зоолог Кунрат Јакоп Теминк 1824. године као Lanius personatus, од латинског personatus „маскиран“, што се односи, као и енглески назив, на изглед птице, али старији назив Мартина Линхенштајна има предност. Каснији синоним из 1844. године био је Lanius leucometopon од грчких речи leukos, „бело“, и metopon, „чело“, што описује карактеристику препознатљивог узорка на глави. Назив „Shrike“, први пут забележен 1545. године, потиче од продорних оглашавања које производи ова породица, а традиционални заједнички назив „птица месар“ поново се односи на карактеристично складиштење плена, и користи се најмање од 1668. године.

## Опис
Дугорепи сврачак је најмања птица рода Lanius, витка птица која обично тежи 20-23 г, 17-18,5 цм дужине и са 24-26,5 цм распоном крила. Има дугачак реп и релативно мали кљун, са сваке стране кога се налази томијални зуб; горња мандибула носи троугласти гребен који се уклапа у одговарајући зарез на доњој мандибули. Ова адаптација се иначе налази само код соколова.
Мужјак дугорепог сврачка има углавном црне горње делове тела, бело теме, чело и суперцилијум. На раменима и примарним перима налазе се велике беле мрље, а и најудаљенија репна пера су бела. Грло, бочне стране врата и доњи део тела су бели, са наранџастим боком и грудима. Дужица је смеђа, кљун је црн, а ноге су тамносмеђе или црне боје. Женка дугорепог сврачка је блажа верзија мужјака, са смеђе-црним горњим делом тела и сивом или жућкастом нијансом на белим мрљама на раменима и доњем делу тела. Младунче има сиво-смеђе горње делове тела са тамнијим пругама од главе до сапи, блеђе сиво чело, пругасте прљавобеле доње делове тела и смеђа крила са белим примарним мрљама.
Дугорепи сврачци су по изгледу најсличнији црвеноглавим сврачцима (Lanius senator), али су мањи, виткији и имају дужи реп од ове врсте. Одрасле јединке ове две врсте се лако разликују, јер дугорепи сврачак има белу боју на глави и тамну сапницу, док црвеноглави сврачак има црно теме, риђи потиљак и белу сапницу. Младунци сврачака су сличнији, али дугорепог сврачка карактерише дужи реп, блеђе лице и сива леђа и сапницу, док црвеноглаву сврачак има пешчана леђа и бледо сиву сапницу.
Младунци митаре главу, тело и нека пера на крилима неколико недеља након добијање комплетног перја, а одрасли се потпуно митаре након гнежђења. У оба случаја, ако процес није завршен до тренутка миграције, он се обуставља и завршава на зимовалиштима.

### Оглашавање
Дугорепи сврачак испушта оштре звуке прилоком оглашавања, типичне за ову породицу, са понављајућим нотама "цр, цр" или "шек" и неким звиждуцима, а када је узбуњен, производи звецкајући "крррр". Кљун може пуцкетати када је птица узнемирена. Песма, дугачка до једног минута, је тиха за сврачка, са брбљајућим звуцима испрекиданим богатим цвркутањем. Подсећа на песме врста Hippolais, посебно вољића маслинара. У ретким приликама, мужјаци могу певати у лету.
У филму „Велико бекство“, ратни заробљеници су учили како да имитирају зов дугорепог сврачка.

## Распрострањеност и станиште
Дугорепи сврачак се гнезди на Балкану и у западној Азији : јужној Бугарској, источној Републици Северној Македонији, североисточној Грчкој и неким грчким острвима, Турској, Кипру и од Сирије на југ до Израела. Такође се гнезди у источном Ираку и западном Ирану . Распрострањеност на истоку је неизвесна и може обухватати Авганистан и северну Саудијску Арабију. Миграторна је врста, зимује јужно од Сахаре, углавном у Чаду, Судану и Етиопији . Мањи број се налази западно до источног Малија и Нигерије, као и у северној Кенији и јужној Саудијској Арабији . Већина птица напушта подручја за гнежђење крајем августа и септембра, а враћају се на север у фебруару и марту.
Ова врста се виђа у Египту, Јордану и Израелу много чешће у пролеће него у јесен, што сугерише да би јужно кретање могло бити концентрисано даље на исток. Птице ће задржати мале територије на око 0,5 хектара током миграције и, за разлику од других сврaчака, могу се окупљати у значајном броју. Више од 100 их је виђено на једном локалитету у Израелу, од којих пет у једном грму. Дугорепи сврaчак се појавио као лутајућа врста у Алжиру, Финској, Кенији, Либији, Шпанији, Шведској, Мауританији и Туркменистану. Најмање три јединке су документоване у Великој Британији, две јединке у Јерменији, и три пута је документован у Србији.
Омиљено станиште дугорепог сврaчка је отворена шума са жбуњем и великим дрвећем. За разлику од својих сродника, избегава веома отворена, слабо вегетирана подручја. Воћњаци и друго обрадиво земљиште са одговарајућим старим дрвећем или великим живицама такође се користе од стране ове врсте. Обично се налази у шумовитијим подручјима него симпатрични сврачци. Јавља се у низијама и брдима до 1.000 м. У неким подручјима размножавање се одвија на већим надморским висинама, до 2.000 м. Може се јавити у баштама и одмаралиштима током миграције, а зими поново преферира отворене просторе са трновитим грмљем и великим дрвећем попут акације или интродукованог еукалиптуса.

## Понашање
Дугорепи сврaчак је усамљена врста осим када је на миграцији. Одржава територију за гнежђење од 2-5 хектара и такође је територијална на зимовалиштима, бранећи површину од око 3 хектара. Иако се не плаши људи, агресиван је према својој врсти и другим птицама које задиру у његову територију. Већина осталих сврачака користи високе, изложене гране током целе године, али дугорепи сврачак користи упадљива места само на почетку сезоне гнежђења, иначе бира нижа, заклоњенија места. Седи усправно, често подижући реп, и има лак, окретан лет. Забележено је да се дугорепи сврaчак претварао да је повређен када је ухваћен у клопку, само да би се вратио у нормалу када је претња прошла.

### Гнежђење
Мужјаци дугорепих сврачака певају са места на својим територијама од почетка априла, понекад јурећи или се гласовно такмичећи са суседним мужјацима. Мужјаково удварање, обично праћено певањем, почиње тако што птица седне усправно и маше крилима на изложеном месту, а након тога сврачак силази низ грану и клања се, било у покрету или док је привремено заустављен. Мужјак такође може да лепрша, цик-цак у лету. Женку понекад храни њен партнер док чучи раширених крила и испушта молећа оглашавања. Елементи приказа су заједнички са другим сврачцима, али силажење и клањање у покрету изгледа да су ограничени само на ову врсту.
Гнездо, које граде и мужјак и женка, је мала, уредна чашица од коренчића, стабљика и гранчица, обложена вуном или длаком, а споља украшена лишајевима.  Конструисано је на дрвету 1,5-10 м изнад земље и у просеку 170 мм широко и 65 мм високо, са шољом од 75 мм у пречнику и преко и 35 мм у дубину. Јаја се полажу од априла до јуна, углавном у мају у низијама и око месец дана касније у планинама. Заменска легла се полажу у јуну или јулу ако гнездо не успе, а друга легла су уобичајена у појединим подручјима. Пар уништава прво гнездо како би обезбедио материјал за нови покушај гнежђењања. Јаја у просеку 20мм x 16 mm величине и променљиве су боје, са сивом, крем или жутом позадином, дифузним сивим мрљама и прстеном смеђих ознака. Нормално легло има 4–6 јаја, која женка инкубира 14–16 дана до излегања. Пахуљасте птиће хране оба родитеља док не полете 18-20 дана касније. Зависни су од одраслих јединки око 3-4 недеље након што напусте гнездо. Дугорепи сврaчак се размножава у првој години живота, али његов просечан животни век није познат.
Кичмењаци предатори младих птица дугорепих сврачака су мачке и вране. Ова врста може бити заражена и паразитима, као што је крпељ (Hyalomma marginatum), и најмање две врсте крвних паразита Haemoproteus.

### Храњење
Као и његови рођаци, дугорепи сврачак лови са места за хватање, обично 3-8 м високо, мада обично на мање изложеним местима од оних која фаворизује већина других сврачака. Плен се обично хвата са земље, али повремено се бере са лишћа или хвата у ваздуху окретним летом сличним мухарицама. Плен може бити набијен на трње или бодљикаву жицу као „остава“ за непосредну или каснију конзумацију. Пошто сврачци имају релативно слабе ноге, набијање на колац држи леш док се комада. Некада се сматрало да ово понашање показују углавном мужјаци сврачака током сезоне гнежђења, али то није случај. Познато је да дугорепи сврачци оба пола набијају се на колац зими и током миграције. Поједине птице могу бити веома питоме, пратећи баштована или хранећи се близу посматрача.
Дугорепи сврачак се храни углавном великим инсектима, мада се лове и други зглавкари и мали кичмењаци. Дугорепи сврачци се гоје пре миграције, али у мањој мери од осталих врапчарки јер се могу хранити успут, понекад хватајући и друге уморне мигранте. Упркос релативно малој величини, забележено је да дугорепи сврaчак убија врсте попут грмуше чаврљанке и мале чиопе. Кичмењаци се убијају ударцима кљуном у потиљак, а томијални зуби се затим користе за раздвајање вратних костију.

## Статус
Међународна унија за заштиту природе (IUCN) процењује да европска популација дугорепог сврaчка броји између 105.000 и 300.000 јединки, што указује на имеђу  142.000 и 600.000 птица на глобалном нивоу. Иако се чини да популација тренутно значајно опада, смањење није довољно брзо да би се активирали критеријуми рањивости IUCN-а. Велики број и широк ареал размножавања од око 353.000 км², обезбеђује да је дугорепи сврачак класификован од стране IUCN-а као најмање угрожен таксон.
Број дугорепих сврачака је опао последњих деценија у Европи, иако Бугарска, Грчка и Кипар и даље имају неколико хиљада парова за размножавање. Турска је упориште са чак 90.000 парова.Дугорепи сврачак губи бројност у Грчкој и Турској због губитка станишта, а сматра се да је велико смањење у Израелу последица прекомерне употребе пестицида. У Сомалији је ова птица сада веома ретка, што у прошлости није био случај. Птице селице су предмет противзаконитог лова у земљама источног Медитерана, и поред тога што постоји законска заштита у већини земаља, а постоји и прогон птица које се гнезде у Грчкој и Сирији, јер се ова врста у овим земљама сматра несрећном. Постоје индикације да се дугорепи сврачак прилагођава животу на плантажама уместо природним шумама, што би могло помоћи популацијама на дужи рок.